# Церква святого архістратига Михаїла (Остап'є)
Церква святого архістратига Михаїла в Остап'ї — парафія і храм греко-католицької громади Підволочиського деканату Тернопільсько-Зборівської архієпархії Української греко-католицької церкви в селі Остап'є Тернопільського району Тернопільської области.

## Історія церкви
Перша згадка про діяльність парафії датується 1720 роком. Будівництво церкви, яка тоді ще була греко-католицькою, завершили у 1729 році, а її освятив єпископ Атаназій Шептицький. Храм, що існує зараз, збудовано у 1905 році.
Парафія і храм належали до УГКЦ до 1946 року. У 1990 році парафію було відновлено в лоні Української Греко-Католицької Церкви.
Протягом своєї історії парафія приймала кількох єпископів:
- 24 вересня 1901 року — митрополит Андрей Шептицький.
- 21 червня 1933 року — єпископ Іван Бучко.
- березень 1992 року — єпископ Михаїл Сабрига.

При парафії діють Вівтарна і Марійська дружини, братство Матері Божої Неустанної Помочі, спільнота «Матері в молитві», а також музичний та катехитичний гуртки. На території парафії встановлено фігури Ісуса Христа та Матері Божої. Парафія володіє парафіяльним та господарським будинками.

## Парохи
- о. Яків Рогодзинський (до серпня 1790),
- о. Михаїл Рогодзинський (до 27 березня 1815),
- о. Теодор Рогужинський ([1832] — до жовтня 1848),
- о. Іван Зарицький ([1832-1836], сотрудник),
- о. Гліб Лев Гаванський (до листопада 1849),
- о. Келестин Скоморовський (листопад 1849 — 1853, 1853 — 1866 виконував обов'язки адміністратора парафії),
- о. Юліан Ганкевич (1866),
- о. Володимир Скоморовський (2 червня 1866 — травень 1870, адміністратор; 1871—1888, парох),
- о. Клим Слюзар (1888—1890, адміністратор),
- о. Євген Андрухович (1890—1899, парох),
- о. Іван Райтаровський (1899—1913), парох,
- о. Теодор Пайкуш (1913—1940+), парох,
- о. Богдан Геврич (1937—1940, сотрудник; 1940-ві, парох),
- о. Андрій Говера (1990—1992),
- о. Михайло Буртник (з 1992).